# Nova Pisanica
Nova Pisanica – wieś w Chorwacji, w żupanii bielowarsko-bilogorskiej, w gminie Velika Pisanica. W 2011 roku liczyła 59 mieszkańców.